# Sony Clié
De Clié (gestileerd als CLIÉ) is een serie zakcomputers van de Japanse firma Sony die in 2000 werd geïntroduceerd.

## Beschrijving

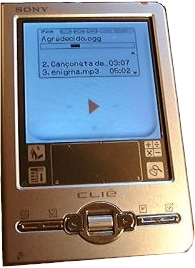
Sony Clié PEG-TJ37

De naam CLIÉ staat volgens Sony voor creativity, lifestyle, innovation, emotion (Nederlands: creativiteit, levensstijl, innovatie, emotie). De zakcomputers draaien op Palm OS, een besturingssysteem voor mobiele apparaten, en introduceerden nieuwe functies voor PDA's, zoals een draaiwiel, hogeresolutiebeeldscherm en ATRAC, een door Sony ontwikkelde audiocompressietechnologie.
De serie richtte zich op multimediafuncties, zoals het weergeven van foto's, video en muziek, ruim voordat deze functies ook in andere PDA's verschenen.
Aanvankelijk hadden de CLIÉ's een Dragonball-processor, vanaf 2002 werden de PDA's uitgevoerd met een ARM-chip.
Sony maakte bekend productie van de serie te beëindigen in 2005. Het laatst geproduceerde model is de PEG-VZ90, die draait op Palm OS 5 met een oled-scherm en uitsluitend in Japan verkrijgbaar was.

## Modellen
- S series (2000–2002)
- T series (2001–2003)
- N series (2001–2002)
- NR series (2002)
- SL/SJ series (2002–2003)
- NX series (2002–2004)
- NZ series (2003–2004)
- TG series (2003–2004)
- UX series (2003–2004)
- TJ series (2003–2004)
- TH series (2004)
- VZ series (2004–2005) (alleen uitgebracht in Japan)